# Wot!
Wot! is een nummer van de Britse muzikant Captain Sensible uit 1982. Het is de tweede single van zijn debuutalbum Women and Captains First.
Toen Captain Sensible met zijn band The Damned op tournee was in de VS, hoorde hij om 5 uur 's ochtends een vreselijk bonkend geluid van buiten komen. Het kwam van een bouwterrein en omdat het zo vroeg was en hij in het hotel wilde slapen, nam hij het geluid op om een klacht in te dienen. Hij speelde het geluidsfragment voor de receptie en vertelde hen dat het een walgelijke truc was om Britse bands van streek te maken, terwijl hij probeerde wat te slapen. De receptionisten leken niet onder de indruk van de klacht van Sensible, en zeiden gewoon: "Fijne dag verder". Er werd niets gedaan en Sensible kreeg geen slaap. Toen hij terugkeerde naar het VK, speelde hij de tape af voor Tony Mansfield, die tape met het geluidsfragment gebruikte voor een nummer, wat uiteindelijk "Wot!" zou worden. Het geluidsfragment vormde de basis van het nummer, en is duidelijk te horen aan het begin en aan het einde. De songtekst was ook gebaseerd op Sensible zijn gebrek aan slaap het bonkende geluid. Daarnaast is de tekst volgens Sensible ook voor een deel een onzintekst.
"Wot!" werd in diverse Europese landen een hit. Hoewel het in het Verenigd Koninkrijk slechts een bescheiden 26e positie behaalde, werd het een top 10-hit in het Nederlandse taalgebied. In zowel de Nederlandse Top 40 bereikte het de 10e positie, en in de Vlaamse Radio 2 Top 30 de 3e.